# Breckinridge Center
Breckinridge Center és una concentració de població designada pel cens dels Estats Units a l'estat de Kentucky. Segons el cens del 2000 tenia 1.874 habitants.

## Demografia
Segons el cens del 2000, Breckinridge Center tenia 1.874 habitants, 250 habitatges, i 182 famílies. La densitat de població era de 129,4 habitants/km².
Dels 250 habitatges en un 40% hi vivien nens de menys de 18 anys, en un 55,2% hi vivien parelles casades, en un 14,4% dones solteres, i en un 27,2% no eren unitats familiars. En el 22% dels habitatges hi vivien persones soles el 5,6% de les quals corresponia a persones de 65 anys o més que vivien soles. El nombre mitjà de persones vivint en cada habitatge era de 2,73 i el nombre mitjà de persones que vivien en cada família era de 3,12.
Per edats la població es repartia de la següent manera: un 28% tenia menys de 18 anys, un 49% entre 18 i 24, un 12,5% entre 25 i 44, un 8,4% de 45 a 60 i un 2% 65 anys o més.
L'edat mediana era de 20 anys. Per cada 100 dones de 18 o més anys hi havia 208,7 homes.
La renda mediana per habitatge era de 28.092 $ i la renda mediana per família de 30.238 $. Els homes tenien una renda mediana de 18.920 $ mentre que les dones 18.000 $. La renda per capita de la població era de 6.761 $. Entorn del 5,2% de les famílies i el 57,4% de la població estaven per davall del llindar de pobresa.

## Poblacions més properes
El següent diagrama mostra les poblacions més properes.